# (669) Kypria
(669) Kypria és un asteroide pertanyent al cinturó d'asteroides descobert el 20 d'agost de 1908 per August Kopff des de l'observatori de Heidelberg-Königstuhl, Alemanya.
Està nomenat per la Cipria, un poema perdut del cicle troyano.
Kypria forma part de la família asteroidal d'Eos.